# Maria-Curie-Skłodowska-Universität

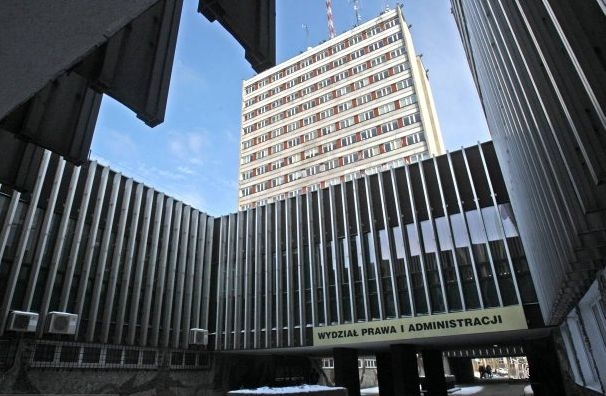
Fakultät Recht und Verwaltungswissenschaft

Die Maria-Curie-Skłodowska-Universität (polnisch Uniwersytet Marii Curie-Skłodowskiej w Lublinie, UMCS) im polnischen Lublin wurde am 23. Oktober 1944 gegründet. Sie wurde nach Marie Curie benannt. Gründungsmitglieder waren unter anderem Ludwik Hirszfeld und Joseph Parnas.
Die Universität hat gegenwärtig rund 36.000 Studenten und 302 Professorenstellen. Um der steigenden Nachfrage nach Hochschulbildung gerecht zu werden, hat die Marie-Curie-Universität in den letzten Jahren Zweigstellen in weiteren Städten errichtet, so in Biała Podlaska, Biłgoraj, Radom, Kazimierz Dolny und Rzeszów.

## Fakultäten
- Kunst
- Biologie und Geowissenschaften
- Chemie
- Wirtschaftswissenschaft
- Philosophie und Soziologie
- Philologie
- Geschichte und Archäologie
- Mathematik, Physik und Informatik
- Pädagogik und Psychologie
- Politikwissenschaft
- Recht und Verwaltungswissenschaft